# Insulele Line

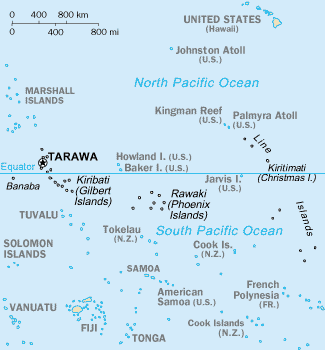

Insulele Line [engleză:laɪn], Insulele Teraina sau Insulele Ecuatoriale, sunt un lanț de unsprezece atoli și insule cu un nivel mic de corali în centrul Oceanului Pacific, în sudul insulelor Hawaii, care se întinde pe o suprafață de 2,350 km în direcția nord-vest sud-est, făcând-o una din cele mai lungi lanțuri insulare din lume. Opt dintre insule fac parte din Kiribati, în timp ce celelalte trei sunt teritorii ale Statelor Unite grupate cu Insulele Minore Îndepărtate ale Statelor Unite.
Cele care fac parte din Kiribati au cele mai îndepărtate fuse orare din lume, UTC+14:00. Ora zilei este aceeași ca în Hawaii, dar data este cu o zi înainte. Timpul este cu 26 de ore înaintea altor câteva insule din Oceania precum Insula Baker ce folosește UTC−12:00.
Statele Unite ale Americii a susținut toate insulele Line în temeiul Legii Insulelor Guano. Această afirmație a fost cedată sub Tratatul de la Tarawa, care a recunoscut suveranitatea Kiribati-ului peste majoritatea lanțului.
Grupul este împărțit geografic în trei subgrupuri: cel Nordic, Central și Sudic ale Insulelor Linie. Insulele Line Centrale sunt uneori grupate cu Insulele Line de Sud. Tabelul de mai jos prezintă insulele de la Nord la Sud.
| Atol/Insulă/Recif               | Suprafața insulei (km²) | Lagună (km²) | Populație | Coordonate                            | Status                          |
| ------------------------------- | ----------------------- | ------------ | --------- | ------------------------------------- | ------------------------------- |
| Insulele Line de Nord           |                         |              |           |                                       |                                 |
| Reciful Kingman                 | 0.01                    | 60           | 0         | 6°24′N 162°24′V / 6.400°N 162.400°V   | Teritoriu american neîncorporat |
| Atolul Palmyra                  | 3.9                     | 8            | 4         | 5°52′N 162°6′V / 5.867°N 162.100°V    | Teritoriu american încorporat   |
| Teraina                         | 9.55                    | 2*           | 1,155     | 4°43′N 160°24′V / 4.717°N 160.400°V   | parte din Kiribati              |
| Tabuaeran                       | 33.73                   | 110          | 2,539     | 3°52′N 159°22′V / 3.867°N 159.367°V   | parte din Kiribati              |
| Kiritimati (Insula Crăciunului) | 388.39                  | 217.61       | 5,115     | 1°53′N 157°24′V / 1.883°N 157.400°V   | parte din Kiribati              |
| Insulele Line Centrale          |                         |              |           |                                       |                                 |
| Insula Jarvis                   | 5                       | -            | 0         | 0°22′S 160°03′V / 0.367°S 160.050°V   | teritoriu amercian neîncorporat |
| Insula Malden                   | 39.3                    | 13*          | 0         | 4°01′S 154°59′V / 4.017°S 154.983°V   | parte din Kiribati              |
| Reciful Filippo                 | -                       | 1.5          | 0         | 5°30′S 151°50′V / 5.500°S 151.833°V   | în afara EEZ                    |
| Insula Starbuck                 | 16.2                    | 4*           | 0         | 5°37′S 155°56′V / 5.617°S 155.933°V   | parte din Kiribati              |
| Insulele Line de Sud            |                         |              |           |                                       |                                 |
| Insulele Caroline               | 3.76                    | 6.3          | 0         | 9°57′S 150°13′V / 9.950°S 150.217°V   | parte din Kiribati              |
| Insula Vostok                   | 0.24                    | -            | 0         | 10°06′S 152°25′V / 10.100°S 152.417°V | parte din Kiribati              |
| Insula Flint                    | 3.2                     | 0.01*        | 0         | 11°26′S 151°48′V / 11.433°S 151.800°V | parte din Kiribati              |
| Insulele Line                   | 503.28                  | 422.42       | 8,813     |                                       |                                 |

Kiritimati este cel mai mare atol din lume în ceea ce privește suprafața de teren. Insulele au fost anexate de Marea Britanie în 1888 cu scopul de a contura Cablul Pacificului cu Tabuaeran (atunci Insula Fanning) ca o stație de releu. Cablul a fost pus și operaționat între anii 1902 și 1963, exceptând o perioadă scurtă în 1914.
Copra și peștii sunt principalele produse de export (cu algele marine).